# Базилика на Максенций и Константин
Базиликата на Максенций и Константин е най-голямо здание, строено някога на Римския форум. Започнато е през 308 г. по времето на император Максенций, а е завършено от неговия приемник – Константин Велики през 312 г.
Дори за древноримските стандарти, размерите на базиликата са огромни – площта на нефа е повече от 4000 m², а височината на сводовете е 39 м. Стените на базиликата са били с мраморни плочи, а подът е бил покрит с цветен мрамор. За архитектурен модел при строителството му са ползвани термите на Каракала и Термите на Диоклециан. В базиликата е била поставена колосална статуя на Константин. Останки от тази статуя днес са изложени в Капитолийските музеи.
В базиликата на Константин са се провеждали делови срещи; там е заседавал и градския съвет, а по времето на Летните Олимпийски игри през 1960 г. под древните сводове се провеждат състезанията по борба.